# Liste der Baudenkmäler in Röthlein
Auf dieser Seite sind die Baudenkmäler in der unterfränkischen Gemeinde Röthlein zusammengestellt. Diese Tabelle ist eine Teilliste der Liste der Baudenkmäler in Bayern. Grundlage ist die Bayerische Denkmalliste, die auf Basis des Bayerischen Denkmalschutzgesetzes vom 1. Oktober 1973 erstmals erstellt wurde und seither durch das Bayerische Landesamt für Denkmalpflege geführt wird. Die folgenden Angaben ersetzen nicht die rechtsverbindliche Auskunft der Denkmalschutzbehörde.
 Diese Liste gibt den Fortschreibungsstand vom 15. April 2020 wieder und enthält 48 Baudenkmäler.

## Baudenkmäler nach Gemeindeteilen

### Heidenfeld
| Lage | Objekt                                                                                 | Beschreibung                                                                                           | Akten-Nr.     | Bild           |
| --- | -------------------------------------------------------------------------------------- | --- | ------------- | -------------- |
| Am Weiher; an der Einmündung Am Weiher in die Baumgärtleinstraße (Standort)                                                                          | Bildstock                                                                              | Tischsockel mit rundem Schaft und rundbogigem Aufsatz, Letztes Abendmahl und heiliger Petrus, 1714     | D-6-78-170-18 | BW             |
| Ansbach; links des Ansbachweges in der Schrebergartenanlage hinter dem Sportplatz (Standort)                                                         | Bildstock                                                                              | Monolith mit vierseitigem Aufsatz, bezeichnet „1619“                                                   | D-6-78-170-30 | weitere Bilder |
| Ansbach; links der Kreisstraße SW 11 Straße nach Gernach (Standort)                                                                                  | Bildstock                                                                              | Monolith, mit vierseitigem Aufsatz, bezeichnet „1606“                                                  | D-6-78-170-29 | weitere Bilder |
| Balthasar-Neumann-Straße 20 (Standort) | Immaculata                                                                             | Sandsteinfigur auf Sockel, bezeichnet „1777“                                                           | D-6-78-170-19 | BW             |
| Balthasar-Neumann-Straße 20; an der Zufahrt zu den Kleingärten am „Widen See“ (Standort)                                                             | Kruzifix                                                                               | Sockel mit Rundbogenblendmotiv, 1878                                                                   | D-6-78-170-34 | BW             |
| Dorfstraße; nördlicher Ortsausgang (Standort) | Bildhäuschen                                                                           | Gemauerte Stele mit Nische und Zeltdach, 1901                                                          | D-6-78-170-25 | BW             |
| Dorfstraße 16 (Standort) | Katholische Pfarrkirche St. Laurentius                                                 | Neubarock, 1906; mit Ausstattung des 18. Jahrhunderts                                                  | D-6-78-170-20 | weitere Bilder |
| Dorfstraße 16 (Standort) | Katholische Pfarrkirche St. Laurentius                                                 | Laurentius-Figur, 18. Jahrhundert                                                                      | D-6-78-170-20 | weitere Bilder |
| Dorfstraße 16 (Standort) | Katholische Pfarrkirche St. Laurentius, Immaculata-Figur                               | 18. Jahrhundert                                                                                        | D-6-78-170-20 | BW             |
| Dorfstraße 16 (Standort) | Katholische Pfarrkirche St. Laurentius, Marienbüste                                    | 19. Jahrhundert                                                                                        | D-6-78-170-20 | weitere Bilder |
| Dorfstraße 55; Parkplatz des Sportheimes (Standort)                                                                                                  | Kreuzschlepper                                                                         | 18. Jahrhundert                                                                                        | D-6-78-170-31 | weitere Bilder |
| Heidwiesen; links der Kreisstraße SW1 nach Röthlein (Standort)                                                                                       | Bildstock                                                                              | Niedriger Sockel mit rundem Schaft und rundbogigem Aufsatz, 1620                                       | D-6-78-170-26 | BW             |
| Kämmerleinsberg; am Oberen Sulzweg (Standort) | Bildstock                                                                              | Runder Schaft mit Aufsatz, Relief der Kreuzigung, 1627                                                 | D-6-78-170-28 | weitere Bilder |
| Kardinal-Faulhaber-Platz 5 (Standort) | Gasthof Zum Goldenen Kreuz                                                             | Zweigeschossiger Walmdachbau mit Zierfachwerkobergeschoss, bezeichnet „1782“                           | D-6-78-170-21 | weitere Bilder |
| Kardinal-Faulhaber-Platz 5 (Standort) | Gasthof Zum Goldenen Kreuz, Wirthausschild                                             | | D-6-78-170-21 | weitere Bilder |
| Kirchgasse; Klosterfriedhof (Standort) | Friedhofskreuz                                                                         | um 1880                                                                                                | D-6-78-170-49 | BW             |
| Kirchgasse; vor dem Katholischen Pfarr- und Pilgerheim (Standort)                                                                                    | Bildstock                                                                              | Tischsockel mit rundem Schaft und zweiseitigem Aufsatz, mit St. Valentin und Vierzehn Nothelfern, 1714 | D-6-78-170-50 | weitere Bilder |
| Klosterstraße 13; Klosterstraße 15 (Standort) | Ehemaliges Augustinerchorherrenstift, jetzt Alten- und Pflegeheim, vormals Krankenhaus | Dreiflügelanlage mit Mittel- und Eckpavillons, 1723–33 von Balthasar Neumann; südlicher Trakt 1935     |               | weitere Bilder |
| Klosterstraße 13; Klosterstraße 15 (Standort) | Ehemaliges Augustinerchorherrenstift, Propsteiflügel mit Treppenturm                   | Ende 16. Jahrhundert                                                                                   | D-6-78-170-22 | weitere Bilder |
| Klosterstraße 13; Klosterstraße 15 (Standort) | Ehemaliges Augustinerchorherrenstift, Tor                                              | 1687/1707                                                                                              | D-6-78-170-22 | weitere Bilder |
| Klosterstraße 13; Klosterstraße 15, im Garten der Propstei (Standort)                                                                                | Ehemaliges Augustinerchorherrenstift, Brunnen                                          | | D-6-78-170-22 | BW             |
| Klosterstraße 13; Klosterstraße 15 (Standort) | Ehemaliges Augustinerchorherrenstift, Muttergottesfigur                                | 18. Jahrhundert, im Klostergarten                                                                      | D-6-78-170-22 | BW             |
| Klosterstraße 13; Klosterstraße 15, im Klosterhof (Standort)                                                                                         | Ehemaliges Augustinerchorherrenstift, Kreuzschlepper                                   | 18. Jahrhundert                                                                                        | D-6-78-170-22 | BW             |
| Klosterstraße 13; Klosterstraße 15 (Standort) | Ehemaliges Augustinerchorherrenstift, Bildstock                                        | 1871                                                                                                   | D-6-78-170-22 | weitere Bilder |
| Klosterstraße 13; Klosterstraße 15 (Standort) | Ehemaliges Augustinerchorherrenstift, Klostermauer                                     | | D-6-78-170-22 | BW             |
| Klosterstraße 13; Klosterstraße 15, in die Klostermauer eingelassen (Standort)                                                                       | Ehemaliges Augustinerchorherrenstift, spätmittelalterliches Steinkreuz                 | | D-6-78-170-22 | BW             |
| Kreisstraße SW 1; an der südl. Klostermauer (Standort)                                                                                               | Bildstock, sogenanntes Stechersmarterla                                                | Reliefsockel und Schaft in neugotischen Formen, Aufsatz mit Ölbergszene, 1871                          | D-6-78-170-51 | weitere Bilder |
| Kreisstraße SW 11; südlicher Ortsausgang, rechts neben der Brücke des ehemaligen Mühlbaches, an der Kreuzung Kreisstraße SW 11/Mühlstraße (Standort) | Heiliger Nepomuk                                                                       | Sandsteinfigur, 18. Jahrhundert                                                                        | D-6-78-170-24 | weitere Bilder |
| Lindacher Weg, links des Lindacher Weges (Standort)                                                                                                  | Bildstock                                                                              | Monolith mit vierseitigem Aufsatz, bezeichnet „1630“                                                   | D-6-78-170-33 | weitere Bilder |
| Lindacher Weg, gegenüber der abgebrochenen Klostermühle (Standort)                                                                                   | Steinkreuz, sogenanntes Vollandskreuz                                                  | Mit abgerundeten Kreuzarmen und Inschrift, Sandstein, 1819                                             | D-6-78-170-27 | weitere Bilder |
| Lindacher Weg; Nähe der abgebrochenen Klostermühle (Standort)                                                                                        | Bildstock                                                                              | Runder Schaft mit rechteckigem Aufsatz, Kreuzigung, um 1630                                            | D-6-78-170-32 | weitere Bilder |
| Nähe Feldhofstraße; Friedhof von Heidenfeld (Standort)                                                                                               | Friedhofskreuz                                                                         | Bezeichnet „1805“                                                                                      | D-6-78-170-23 | BW             |

### Hirschfeld
| Lage                                                                                    | Objekt                                 | Beschreibung | Akten-Nr.     | Bild           |
| --------------------------------------------------------------------------------------- | -------------------------------------- | --- | ------------- | -------------- |
| Am Herzenberg 21 (Standort)                                                             | Hausfigur                              | Immaculata, um 1780 | D-6-78-170-36 | BW             |
| Am Kirchplatz 5 (Standort)                                                              | Katholische Pfarrkirche St. Kilian     | Chorturmkirche, Turm spätmittelalterlich, Langhaus um 1700; mit Ausstattung                                                 | D-6-78-170-35 | weitere Bilder |
| Am Kirchplatz 5, an der Kirche (Standort)                                               | Kriegerdenkmal                         | | D-6-78-170-35 | BW             |
| Am Kirchplatz 5 (Standort)                                                              | Figur des heiligen Urban               | | D-6-78-170-35 | BW             |
| Eichholz, an nördlicher Einmündung der St.-Kilian-Straße in Kreisstraße SW 1 (Standort) | Bildstock, sogenanntes Weißes Marterla | Gemauerter Sockel mit rundbogigem Nischenaufsatz, darin Mutter mit Kind, 1765                                               | D-6-78-170-44 | weitere Bilder |
| Gernacher Straße 2 (Standort)                                                           | Friedhofskreuz                         | Sandsteinkruzifix auf niedrigem Tischsockel, 1829                                                                           | D-6-78-170-39 | BW             |
| Gernacher Straße 2, vor dem Friedhof (Standort)                                         | Prozessionsaltar                       | Relief der Pietà, bezeichnet „1755“                                                                                         | D-6-78-170-41 | weitere Bilder |
| Güldzeil; rechts am Gernacher Weg (Standort)                                            | Wegkreuz                               | Tischsockel mit Kruzifix aus Sandstein, bezeichnet „1871“                                                                   | D-6-78-170-45 | weitere Bilder |
| Kaltelsen; am Hüttenweg (Standort)                                                      | Bildstock                              | Tischsockel mit rundem Schaft und rundbogigem Aufsatz, Relief der Pietà, bezeichnet „1723“, renoviert 1971                  | D-6-78-170-42 | weitere Bilder |
| Kreisstraße SW 1, am Simsag (Standort)                                                  | Altarbildstock                         | Rundbogiger Nischenaufsatz mit Relief der Hl. Dreifaltigkeit, bezeichnet „1853“                                             | D-6-78-170-47 | weitere Bilder |
| Kreisstraße SW 1; rechts an der Kreisstraße SW 1 Richtung Heidenfeld (Standort)         | Kruzifix                               | Sandsteinkreuz auf Tischsockel mit Festons, 1801                                                                            | D-6-78-170-43 | weitere Bilder |
| Obere Straße 9 (Standort)                                                               | Kreuzschlepper                         | Sandsteinfigur auf gemauertem Sockel, 1717, neu errichtet 1951                                                              | D-6-78-170-37 | weitere Bilder |
| Röthen; Oberer Wengertweg (Standort)                                                    | Altarbildstock                         | Sockel mit rundbogigem Nischenaufsatz, Relief der Heiligen Dreifaltigkeit, Figur des heiligen Urban, um 1750, erneuert 1952 | D-6-78-170-46 | weitere Bilder |
| Sankt-Kilian-Straße 16 (Standort)                                                       | Kreuzschlepper                         | Sandsteinfigur auf Sockel mit Reliefdarstellung des Blutwunders von Walldürn, bezeichnet „1742“                             | D-6-78-170-38 | weitere Bilder |
| Zehntstraße 3; an der Ecke St.-Kilian-Straße/Obere Straße (Standort)                    | Bildstock                              | Niedriger Sockel mit rundem Schaft, rundbogig abgeschlossener Aufsatz mit Relief der Pietà, bezeichnet „1692“               | D-6-78-170-40 | weitere Bilder |

### Röthlein
| Lage                                                                                  | Objekt                              | Beschreibung | Akten-Nr.     | Bild           |
| ------------------------------------------------------------------------------------- | ----------------------------------- | --- | ------------- | -------------- |
| Am Gern; Elmußweg; an der Einmündung Am Gern/Elmußweg (Standort)                      | Bildstock                           | Monolith mit Aufsatz, Reliefdarstellung der Kreuzigung, bezeichnet „1620“                                       | D-6-78-170-17 | weitere Bilder |
| Eichholz; Spiesheimer Weg (Standort)                                                  | Wegkapelle                          | Kleiner Sandsteinquaderbau mit Altar und Relief der Heiligen Dreifaltigkeit, um 1900, nach 1945 wiedererrichtet | D-6-78-170-15 | weitere Bilder |
| Flurabteilung Eichholz, in der Nähe des Spiesheimer Weges (Standort)                  | Feldkapelle, sogenanntes Kappala    | Schlichter Satteldachbau mit polygonalem Chorabschluss, 1951                                                    | D-6-78-170-14 | weitere Bilder |
| Hauptstraße 7 (Standort)                                                              | Mariensäule                         | Neugotisch, zweite Hälfte 19. Jahrhundert                                                                       | D-6-78-170-4  | weitere Bilder |
| Hauptstraße 41 (Standort)                                                             | Katholische Pfarrkirche St. Jakobus | Hallenkirche mit eingezogenem Chor, neugotisch, 1893–94; mit Ausstattung                                        | D-6-78-170-5  | weitere Bilder |
| Hauptstraße 58 (Standort)                                                             | Gasthaus Goldener Löwe              | Zweigeschossiger Mansarddachbau, Obergeschoss verputztes Fachwerk, 1779                                         | D-6-78-170-7  | weitere Bilder |
| Hauptstraße 63 (Standort)                                                             | Ehemaliges Forsthaus                | Zweigeschossiger Mansarddachbau, 1780                                                                           | D-6-78-170-8  | weitere Bilder |
| Hauptstraße 63; in der Grünanlage an der Kreuzung Richtung Grafenrheinfeld (Standort) | Kreuzschlepper                      | Mitte 18. Jahrhundert                                                                                           | D-6-78-170-9  | BW             |
| Innerer Grund; Verlängerung des Schweinfurter Weges (Standort)                        | Kruzifix auf Inschriftensockel      | Bezeichnet „1842“                                                                                               | D-6-78-170-11 | weitere Bilder |
| Nähe Friedhofstraße (Standort)                                                        | Friedhofskreuz                      | Neugotisch, Sandstein, 1880                                                                                     | D-6-78-170-3  | weitere Bilder |
| Nähe Spiesheimer Weg (Standort)                                                       | Bildstock                           | Monolith mit vierseitigem Aufsatz, Kreuzigungsrelief und Seitenfiguren, bezeichnet „1607“                       | D-6-78-170-16 | weitere Bilder |
| Ried (Standort)                                                                       | Bildstock                           | Monolith, Reliefdarstellung des auferstandenen Christus und der Leidenswerkzeuge, bezeichnet „1620“             | D-6-78-170-2  | weitere Bilder |
| Schweinfurter Weg; an der Einmündung Hauptstraße/Schweinfurter Weg (Standort)         | Bildhäuschen                        | Sockel mit Nischenaufsatz, darin Relief Maria mit Kind, 1867                                                    | D-6-78-170-10 | weitere Bilder |
| Weidäcker (Standort)                                                                  | Bildstock                           | Tischsockel mit rundem Schaft und zweiseitigem Aufsatz, Relief der Heiligen Dreifaltigkeit, 1818                | D-6-78-170-13 | weitere Bilder |
| Weidäcker; rechts des Spiesheimer Weges, an der „Tränke“ (Standort)                   | Bildhäuschen                        | Gemauert mit kleinem Satteldach und zwei Nischen, 19. Jahrhundert                                               | D-6-78-170-12 | weitere Bilder |

## Ehemalige Baudenkmäler nach Gemeindeteilen

### Heidenfeld
| Lage                         | Objekt                 | Beschreibung                         | Akten-Nr.     | Bild           |
| ---------------------------- | ---------------------- | ------------------------------------ | ------------- | -------------- |
| An der Mühlstraße (Standort) | Ehemalige Klostermühle | Erdgeschossiger Walmdachbau, um 1800 | D-6-78-170-48 | weitere Bilder |

### Röthlein
| Lage                         | Objekt                   | Beschreibung | Akten-Nr.    | Bild           |
| ---------------------------- | ------------------------ | ------------ | ------------ | -------------- |
| Bäckertorstraße 2 (Standort) | Gehört zu Hauptstraße 56 | siehe dort   | D-6-78-170-1 | weitere Bilder |